# Deserción de Martin y Mitchell
La deserción de los agentes Martin y Mitchell tuvo lugar en septiembre de 1960, cuando dos criptólogos de la  Agencia de Seguridad Nacional de Estados Unidos (NSA), William Hamilton Martin y Bernon Ferguson Mitchell huyeron a la Unión Soviética y revelaron información calificada como secreta.

## Motivaciones
Parece ser que Mitchell y Martin se disgustaron mucho al enterarse de las incursiones estadounidenses en espacios aéreos extranjeros y darse cuenta de que el Congreso no sabía nada de estos vuelos patrocinados por la NSA. En febrero de 1959, violando el reglamento de la NSA, intentaron informar de lo que sabían a un congresista que había expresado su frustración por la información recibida de la NSA, Wayne Hays congresista demócrata por Ohio.
Desde el gobierno de Estados Unidos se difundió la idea de que eran un par de homosexuales a los que el gobierno soviético podría haber hecho chantaje. Además se alertaba de la existencia de una posible red de homosexuales en la misma situación.
Por otro lado, investigaciones clasificadas de la NSA determinaron que la pareja tenía «opiniones enormemente infladas sobre sus logros intelectuales y talentos» y que habían desertado para satisfacer sus aspiraciones sociales.

## Deserción
En diciembre de 1959 visitaron Cuba sin notificarlo a sus superiores, como requerían los procedimientos de la NSA.
El 25 de junio de 1960 Mitchell y Martin dejaron los Estados Unidos por México. Desde allí viajaron a La Habana y en un carguero ruso se trasladaron a la Unión Soviética. El 5 de agosto el Pentágono anunció que no habían regresado de sus vacaciones y dijo «existe la posibilidad de que se hayan ido tras el telón de acero»,
El 6 de septiembre de 1960 aparecieron en una conferencia conjunta pública para la prensa en Moscú. Allí anunciaron que habían pedido asilo y la ciudadanía soviética. En esta conferencia hicieron públicas por primera vez la misión y las actividades de la NSA leyendo una declaración preparada que decía que: «el gobierno de Estados Unidos tiene tan pocos escrúpulos como acusa de tener al gobierno de la Unión Soviética», y además declaraban que:

Nuestro principal descontento se refiere a algunas prácticas que utilizan los Estados Unidos para la recolección de información de inteligencia ... deliberadamente viola el espacio aéreo de otras naciones ... interceptando y descifrando las comunicaciones secretas de sus propios aliados ...
 Tal vez la hostilidad de Estados Unidos contra el comunismo procede del sentimiento de inseguridad generado por los logros comunistas en la ciencia, la cultura y la industria.
Como sabemos por nuestra anterior experiencia trabajando en la N.S.A., los Estados Unidos leen con éxito las comunicaciones de seguridad de más de cuarenta naciones, incluidas las de sus propios aliados.

Los Estados Unidos habían admitido haber mandado vuelos de reconocimiento al extranjero recientemente pero Martin y Mitchel dijeron que ya se realizaban entre 1952-54. Detallaron un vuelo de un U.S. C-130 sobre Armenia que los soviéticos habían derribado. Afirmaron que fue diseñado para obtener conocimiento de las defensas soviéticas, y que por lo tanto, representaba el interés de los Estados Unidos por atacar a los soviéticos en lugar de defenderse de ellos. También se quejaron de las restricciones a la libertad en los EE. UU., así como la confiscación gubernamental de correo, particularmente de aquellos que eran «no teístas» o «de los que tienen convicciones políticas impopulares.»
También atacaron las opiniones del general Thomas S. Power, que recientemente había dicho a un comité del Congreso que EE. UU. necesitaba mantener la capacidad de realizar el primer ataque nuclear y que se oponía a las intenciones del senador Barry Goldwater de prohibir las pruebas nucleares y negociar un tratado de desarme. En contraposición subrayaron su temor a la guerra nuclear diciendo que «trataríamos de arrastrarnos hasta la luna si pensáramos que disminuiría la amenaza de una guerra atómica».
En una entrevista para la agencia de noticias soviética Tass de diciembre de 1960, ambos expresaron su creencia de que el espionaje de Estados Unidos contra la Unión Soviética, los aliados de EE. UU. y las naciones neutrales continuaría sin cambios a pesar de la investidura del nuevo presidente Kennedy en enero de 1961.

## Reacción
El gobierno estadounidense respondió calificando las acusaciones de Mitchell y Martin de «completamente falsas» y planificando una investigación del congreso sobre las prácticas de la NSA. El Departamento de defensa los llamó «renegados» y «herramientas de la propaganda soviética», «uno mentalmente enfermo y ambos obviamente confusos». Además calificó su posición en la NSA de «matemáticos subalternos».
A los pocos días de la deserción el congresista Francis E. Walter, presidente del Comité de actividades antiestadounidenses (HUAC) dijo que según una fuente de confianza Martin y Mitchell eran «desviados sexuales». Los funcionarios del Consejo de Seguridad Nacional de los Estados Unidos en privado difundían la suposición de que ambos pertenecían a una red homosexual de traidores. Esa acusación fue recogida rápidamente por la prensa y derivó inmediatamente en historias sobre homosexuales que reclutaban a «otros desviados sexuales» para puestos en el gobierno federal. Los periódicos de la Hearst se refirieron a Martin y Mitchell como «dos especialistas homosexuales chantajeados que desertaban» y «equipo amoroso». Time informó que Mitchell había visitado a un psiquiatra «presuntamente preocupado por tendencias homosexuales». Esta interpretación de los hechos influyó en las discusiones del Pentágono sobre la deserción durante décadas.
Las deserciones de Martin y Mitchell tuvieron consecuencias en el personal de inteligencia de EE. UU. En una reunión de consejo de seguridad nacional de octubre de 1960 los oficiales estudiaron la respuesta al asunto Martin-Mitchell. El fiscal general William P. Rogers creía que los soviéticos tenían una lista de homosexuales que usaban en sus intentos de reclutamiento y chantaje, y que Martin y Mitchell formaban parte de un grupo organizado. Varios miembros de la reunión pensaron que los test poligráficos ayudarían a evitar el alistamiento de homosexuales. El mismo presidente Eisenhower organizó una autoridad central para coordinar todas las listas gubernamentales de homosexuales.
Para prevenir que volviera a ocurrir un caso similar la NSA necesitaba entender que había motivado las deserciones. Sus investigaciones iniciales sacaron poco de interés. Las notas de las sesiones de las consultas psicológicas que había tenido Martin en los años 1940 lo describían como «brillante pero emocionalmente inmaduro» y ofrecían un diagnóstico de «neurosis de carácter inicial con tendencias esquizoides» y mencionan que posiblemente fuera sádico. En el cuestionario de alistamiento para la NSA Mitchell dijo que de adolescente había experimentado sexualmente con perros y pollos. La reacción inmediata de la NSA fue centrarse en los temas sexuales. En julio de 1961 la agencia anunció que había purgado a 26 empleados que había identificado como «desviados sexuales» aunque mencionando que «no todos eran homosexuales».
Otras investigaciones de la NSA dieron poco crédito a la influencia de la sexualidad en la deserción de Mitchell y Martin. En 1961 un informe de la NSA los denominaba «buenos amigos y algo antisociales», jóvenes egoístas, arrogantes e inseguros situados mucho más abajo en la sociedad de lo que creían merecer», «con opiniones muy infladas sobre sus logros intelectuales y talentos». En 1963 otro informe no descubrió motivos claros para explicar que fueran reclutados por extranjeros y calificó la deserción de «impulsiva». Archivos de la NSA obtenidos por periodistas del Seattle Weekly en 2007 citan testimonios definitivos de conocidas de ambos que declaraban que eran heterosexuales. La única desviación sexual que se les conoció fue el «sadomasoquismo controlador» de Martin. De hecho se supo que ocasionalmente había observado a mujeres practicando sexo o había tenido sexo con varias mujeres a la vez.
En 1962 el congresista Walters del comité de actividades antiestadounidesnes (HUAC) concluyó su investigación de 13 meses e hizo público sus investigación sobre las deserciones. Donde el psiquiatra de Mitchell decía que había tenido aventuras tanto con hombres como con mujeres y que no tenía problemas con su identidad sexual, a pesar de lo cual el informe se refiere a sus «problemas homosexuales». El informe nunca identificó un motivo racional para explicar las deserciones de Mitchell y Martin, aun así denunció la ineficiencia de las investigaciones que les habían proporcionado autorizaciones de seguridad a pesar de las pruebas de «homosexualidad y otras anormalidades sexuales», el ateísmo y simpatías comunistas de uno o ambos sujetos. El informe hizo varias recomendaciones con respecto a las medidas de alistamiento en la NSA y las investigaciones de seguridad que pronto se adoptaron en la agencia.
A pesar de las pruebas en contra estudios posteriores siguieron incidiendo en el tema de la homosexualidad. Por ejemplo en 1977 David A. Noebel afirma en su libro la La revolución homosexual, que eran «homosexuales a los que se les había permitido el acceso a información clasificada». En 1991 un estudio del servicio para la seguridad de la defensa del Pentágono, calificó a Martin y Mitchell de «homosexuales públicamente conocidos».